# Fontainemelon
Fontainemelon is een plaats en voormalige gemeente in het Zwitserse kanton Neuchâtel. In 2013 is de gemeente gefuseerd naar de nieuwe gemeente Val-de-Ruz.
Fontainemelon telt 1619 inwoners.